# 파나르 178

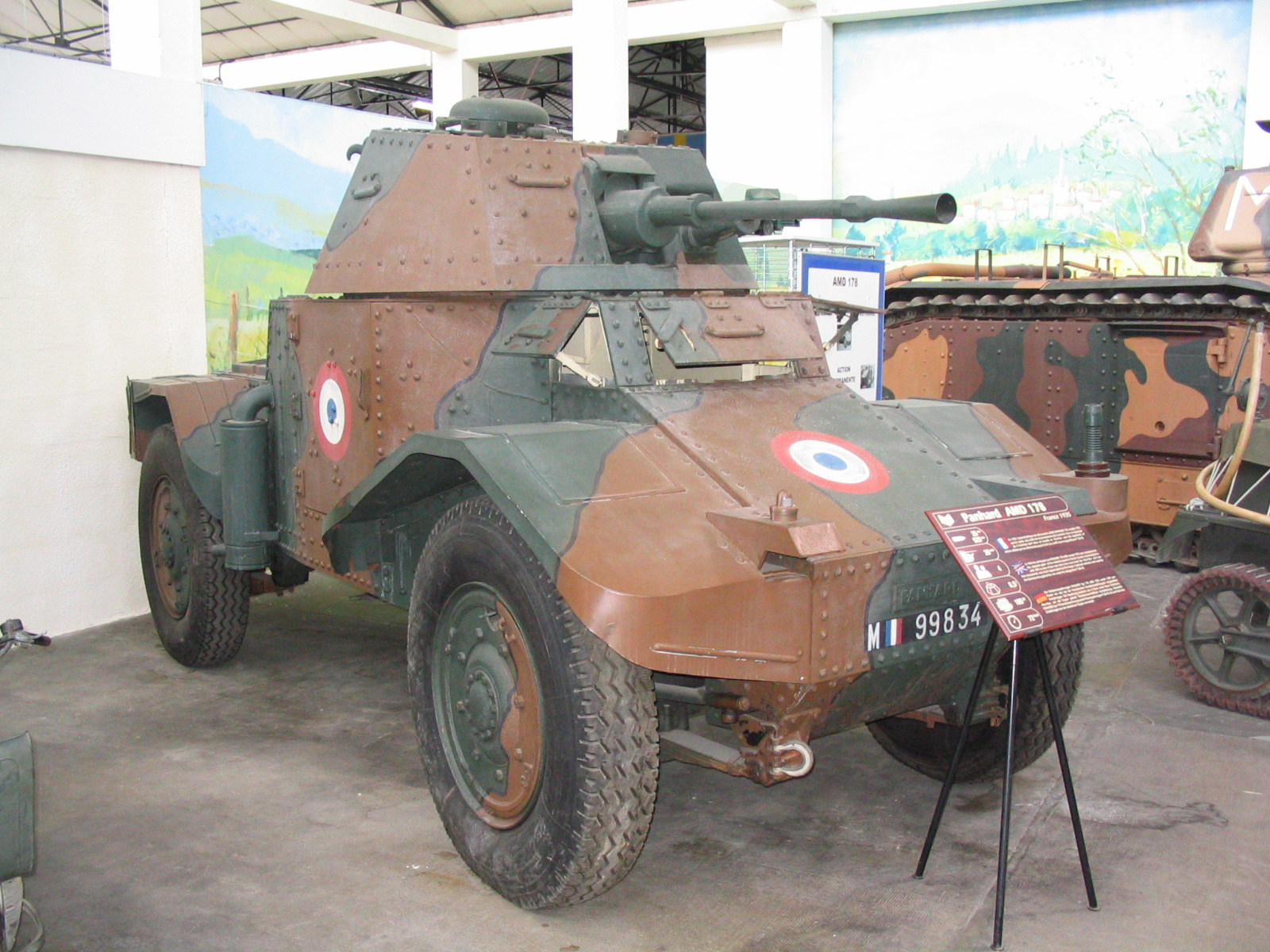

파나르 178 또는 판판(Pan-Pan)은 프랑스의 고급형 정찰용 4x4 장갑차이며 제2차 세계 대전 이전에 프랑스 육군 기병부대를 위해 설계되었다. 4명이 앉을 수 있으며 25mm 주무기와 7.5mm 축 머신건을 장착하였다.
프랑스 공방전 이후 수많은 차량이 1940년에 독일인들에 의해 장악되었다.

## 참고 문헌
- White, B.T., 1972, Tanks and other Armoured Fighting Vehicles of World War II, Peerage Books, London ISBN 0 907408 35 4